# Huke

huke(후케, 본명: 후케 료헤이(福家亮平), 1981년 4월 20일 - )는 일본의 일러스트레이터다. 팀 풀 메카 소속. supercell 멤버의 한 명.

## 개요
중학 졸업 후 애니메이션계의 전문학교를 거쳐 게임 메이커에 입사, 거기서 캐릭터 디자인을 다룬다. 퇴사 후 프리 일러스트레이터로서 활동을 시작한다. 광고의 일러스트나 디자인을 다룬 후 메탈 기어 솔리드 시리즈 (코나미 디지털 엔터테인먼트)의 일러스트나 만화를 다루면서 개인적으로 블로그나 pixiv 등에서 일러스트를 공개한다. 그 중 하나인 블랙★록 슈터는 supercell의 ryo에 의해 곡이 붙여진 후 주목받아 2009년에 피규어화, 2010년에 애니메이션화, 2011년에 게임화되었다.
블랙★록 슈터가 주목을 끌었던 것이 계기로 huke가 캐릭터 디자인을 다루게 된 게임 소프트 「Steins;Gate」도 텔레비전 애니메이션화되었다.

## 주된 작품

### 게임
- 메탈 기어 솔리드（설명서 만화, 일러스트）
- 메탈 기어 솔리드 3（설명서 만화）
- 메탈 기어 솔리드 4（캐릭터 디자인）
- 메탈 기어 솔리드 포터블 오푸스（캐릭터 디자인, 캐릭터 디자인 서포트 등）
- 메탈 기어 솔리드 포터블 오푸스+（추가 병사 디자인）
- 메탈 기어 애시드 2（web 판촉 만화）
- Steins;Gate 시리즈（캐릭터 디자인, 패키지 일러스트）
- Fate/EXTRA（보구 디자인）

### 일러스트
- supercell『물거품 불꽃/별이 반짝이는 이런 밤에』（자켓 일러스트）
- 이즈미 카즈요시『에레GY』（표지 일러스트）
- 이즈미 카즈요시『나의 끝』（표지 일러스트）
- 이즈미 카즈요시『지스칼드 데드 엔드』（표지 일러스트）
- 내 여동생이 이렇게 귀여울 리가 없어（애니메이션 제14화 엔딩 일러스트)
- 나는 친구가 적다（애니메이션 제5화 엔딩 일러스트）
- supercell『우리들의 발자국/고백』（자켓 일러스트）

### 화집
- BLK

### 그 외
- 블랙★록 슈터（원작）